# 失敗恐怖症
失敗恐怖症（しっぱいきょうふしょう、英名:Atychiphobia, hamartophobia, kakorrhaphiophobia）は、恐怖症の一種。自分が何かに失敗、もしくは敗北する可能性に対して極度の恐怖を感じる症状を指す。敗北恐怖症とも。

## 概要
失敗恐怖症患者は自分がリスクを伴う行動、または伴うと判断した行動を行おうとすることに対して極度に反発・抵抗してしまう。これは、失敗したときに結果として残る恥ずかしさと屈辱をなんとかして避けたいためである。そのため、成功の可能性が100%だと判断した行動しか実行できない。また、自尊心も強く、完璧主義が併合していることが多い。通常、質の高い証拠とみなされているメタ分析では、完璧主義は卓越性の真剣な追求と失敗への恐怖が組み合わさったものであり、失敗への恐怖は完璧主義の側面であり、目標達成の重大な障害でもあることが示されている。過剰な心配や抑うつ状態の場合、過去の成功体験に注目することで、より良い決断ができるようになるという。

## 失敗恐怖症の発症原因
発症原因としてよく見られるのが、子供の頃に失敗した際に莫大な恥や屈辱を周りの人から受け、それがトラウマとなり、一生「挑戦」することが出来なくなる、といったものである（トラウマの治療法については、「トラウマ#治療」を参照）。